# 比塞大省
比塞大省 （阿拉伯语：‎）是突尼西亞北部的一個省，臨突尼斯灣和地中海。面積3,685平方公里，2004年人口524,128人。 首府比塞大。下分十四縣。